# Francesca Pianzola
Francesca Pianzola (gift Guggenheim), född (uppgift saknas), död (uppgift saknas), var en schweizisk friidrottare med kastgrenar som huvudgren. Pianzola var världsrekordhållare och blev guldmedaljör vid den första ordinarie damolympiaden 1922 och var en pionjär inom damidrott.

## Biografi
Francesca Pianzola var aktiv friidrottare och gick senare med i kvinnosektionen i idrottsföreningen "Urania Genève Sport" (UGS) i Genève, hon tävlade även för "Fémina-Sport Genève".
Pianzola deltog i Damolympiaden 1921 den 24–31 mars i Monte Carlo där hon vann silvermedalj i både spjutkastning och även i kulstötning.
1922 deltog hon åter i Damspelen i Monte Carlo där hon åter tog guldmedalj i spjutkastning.
Pianzola deltog sedan som en av sju schweiziska deltagare (övriga var Marguerite Barberat, Louise Groslimond, Adrienne Kaenel, Lavanchy, Muller och Reymond-Barbey) vid den första ordinarie damolympiaden den 20 augusti 1922 i Paris, under idrottsspelen vann hon guldmedalj i spjutkastning med 43,24 meter (tvåhands, enligt dåtida resultaträkning vid kastgrenarna kastade varje tävlande dels med höger hand och dels med vänster hand, därefter adderades respektive bästa kast till ett slutresultat). Resultatet var även världsrekord i grenen. Hon tävlade även i kulstötning, dock utan att ta medaljplats.
1923 deltog hon åter i Damspelen i Monte Carlo. Under tävlingarna tog hon silvermedalj i spjutkastning efter Louise Groslimond. 1923 var hon även 5:e bästa spjutkastare (enhands) i världen. I maj samma år förbättrade hon världsrekordet i spjutkastning (enhands) till 27,33 meter vid tävlingar i Baden-Baden.
1925 deltog Pianzola vid idrottsspelen ”Fête Fédérale de Gymnastique” på Plaine de Plainpalais i Genève. Senare samma år förbättrade hon världsrekordet i spjutkastning (tvåhands) till 54,43 meter vid tävlingar i Lausanne den 18 oktober.
Senare gifte hon sig med Bernard Guggenheim. Pianzola blev senare ordförande för schweiziska damidrottsförbundet (F.S.S.F.) som arrangerade de första schweiziska mästerskapen i friidrott för damer den 11 augusti 1929 på ”Stade de Vidy-stadion” i Lausanne.